# Atamisquea emarginata
Atamisquea emarginata – gatunek roślin z monotypowego rodzaju Atamisquea z rodziny kaparowatych. Występuje na pustynnych terenach Arizony i północnego Meksyku oraz w Ameryce Południowej w Argentynie, Boliwii i Chile.

## Morfologia
PokrójKrzewy i wielopniowe drzewa o wysokości do 8 m, rozgałęziające się pod kątem prostym, z szeroko rozpostartą koroną. Pędy owłosione z włoskami gwiazdkowatymi i nierozgałęzionymi oraz z łuskami.
LiścieSkrętoległe. Ogonki liściowe krótkie (ok. 1 mm długości), bez miodników. Blaszka liściowa jest całobrzega, pojedyncza, wąskopodługowata do równowąskiej, do 3, rzadko 5 mm długości, z zaokrągloną nasadą i zwykle tępym wierzchołkiem. Blaszka od spodu pokryta gęstymi łuseczkami, z wierzchu gładka. Liście sezonowe, opadają zimą.
KwiatyObupłciowe, zebrane w szczytowe grona do 3 cm długości. Działki kielicha w liczbie czterech, z miodnikami, zewnętrzna para działek dłuższa, ponad 3 mm, wewnętrzna krótsza – ok. 1–1,5 mm długości. Także płatki korony występują w liczbie czterech, są wolne, barwy białej, osiągają do ok. 6 mm długości i 2 mm szerokości.  Pręcikowie i słupkowie jest wyniesione na stożkowatym androgynoforze. Pręcików jest 6 z eliptycznymi pylnikami.
OwoceTorebki o długości 8–11 mm i szerokości 5–6 mm, otwierające się 2–4 klapami.